# Ordre de Bataille Wehrmachtu 22 czerwca 1941
Poniższe tabele przedstawiają Ordre de Bataille armii niemieckiej – Wehrmachtu – na dzień 22 czerwca 1941 – czyli w trakcie rozpoczęcia ataku III Rzeszy na ZSRR.

## Grupa Armii „Północ”
- Naczelny dowódca: feldmarszałek Wilhelm von Leeb
- Szef Sztabu Generalnego: gen. mjr Kurt Brennecke
- Pierwszy Oficer Sztabu Generalnego: ppłk i. G. Paul Herrmann
- Jurysdykcja: Kraje bałtyckie, Północny zachód ZSRR

### 18 Armia
- Naczelny dowódca: gen. płk Georg von Küchler

| Podlegała bezpośrednio 18 Armii | 291 Dywizja Piechoty |
| 26 Korpus Armijny               | 61 Dywizja Piechoty  |
| 26 Korpus Armijny               | 217 Dywizja Piechoty |
| 38 Korpus Armijny               | 58 Dywizja Piechoty  |
| 1 Korpus Armijny                | 11 Dywizja Piechoty  |
| 1 Korpus Armijny                | 1 Dywizja Piechoty   |
| 1 Korpus Armijny                | 21 Dywizja Piechoty  |

### 4 Grupa Pancerna
- Naczelny dowódca: gen. płk Erich Hoepner

| 41 Zmotoryzowany Korpus Armijny | 1 Dywizja Pancerna                | 145 czołgów (43x P II, 71x P III, 20x P IV, 11x wozów dowodzenia)  |
| 41 Zmotoryzowany Korpus Armijny | 269 Dywizja Piechoty              |                                                                    |
| 41 Zmotoryzowany Korpus Armijny | 6 Dywizja Pancerna                | 258 czołgów (53x P II, 167x P 38t, 30x P IV, 15x wozów dowodzenia) |
| 41 Zmotoryzowany Korpus Armijny | 36 Zmotoryzowana Dywizja Piechoty |                                                                    |
| 56 Zmotoryzowany Korpus Armijny | 290 Dywizja Piechoty              |                                                                    |
| 56 Zmotoryzowany Korpus Armijny | 8 Dywizja Pancerna                | 212 czołgów (49x P II, 118x P 38t, 30x P IV, 15x wozów dowodzenia) |
| 56 Zmotoryzowany Korpus Armijny | 3 Zmotoryzowana Dywizja Piechoty  |                                                                    |
| Rezerwa                         | 3 Dywizja Pancerna SS Totenkopf   | [ 1 ]                                                              |

### 16 Armia
- Naczelny dowódca: gen. płk Ernst Busch

| 10 Korpus Armijny | 30 Dywizja Piechoty  |
| 10 Korpus Armijny | 126 Dywizja Piechoty |
| 28 Korpus Armijny | 122 Dywizja Piechoty |
| 28 Korpus Armijny | 123 Dywizja Piechoty |
| 2 Korpus Armijny  | 121 Dywizja Piechoty |
| 2 Korpus Armijny  | 12 Dywizja Piechoty  |
| 2 Korpus Armijny  | 32 Dywizja Piechoty  |
| Rezerwa           | 253 Dywizja Piechoty |

### Rezerwa
| 23 Korpus Armijny | 254 Dywizja Piechoty                        |
| 23 Korpus Armijny | 251 Dywizja Piechoty                        |
| 23 Korpus Armijny | 206 Dywizja Piechoty                        |
| 50 Korpus Armijny | 86 Dywizja Piechoty                         |
| 50 Korpus Armijny | 4 Dywizja Grenadierów Pancernych SS Polizei |

### Dowództwo 101 Okręgu Armii „Tył”
- Naczelny dowódca: gen. por. Franz von Roques

| 207 Dywizja Ochrony |
| 285 Dywizja Ochrony |
| 281 Dywizja Ochrony |

## Grupa Armii „Środek”
- Naczelny dowódca: feldmarszałek Fedor von Bock
- Szef Sztabu Generalnego: gen. mjr Hans von Greiffenberg
- Pierwszy Oficer Sztabu Generalnego: ppł i. G. Henning von Tresckow
- Jurysdykcja: Białoruś, Centralne tereny ZSRR

### 3 Grupa Pancerna
- Naczelny dowódca: gen. płk Hermann Hoth

| 6 Korpus Armijny                | 26 Dywizja Piechoty               |                                                                             |
| 6 Korpus Armijny                | 6 Dywizja Piechoty                |                                                                             |
| 39 Zmotoryzowany Korpus Armijny | 14 Zmotoryzowana Dywizja Piechoty |                                                                             |
| 39 Zmotoryzowany Korpus Armijny | 20 Zmotoryzowana Dywizja Piechoty |                                                                             |
| 39 Zmotoryzowany Korpus Armijny | 20 Dywizja Pancerna               | 229 czołgów (44x P I, 31x P II, 121x P 38t, 31x P IV, 2x wozy dowodzenia)   |
| 39 Zmotoryzowany Korpus Armijny | 7 Dywizja Pancerna                | 265 czołgów (53x P II, 167x P 38t, 30x P IV, 15x wozów dowodzenia)          |
| 5 Korpus Armijny                | 35 Dywizja Piechoty               |                                                                             |
| 5 Korpus Armijny                | 5 Dywizja Piechoty                |                                                                             |
| 57 Zmotoryzowany Korpus Armijny | 18 Zmotoryzowana Dywizja Piechoty |                                                                             |
| 57 Zmotoryzowany Korpus Armijny | 19 Dywizja Pancerna               | 228 czołgów (42x P I, 35x P II, 110x P 38t, 30x P IV, 11x wozów dowodzenia) |
| 57 Zmotoryzowany Korpus Armijny | 12 Dywizja Pancerna               | 220 czołgów (40x P I, 33x P II, 109x P 38t, 30x P IV, 8x wozów dowodzenia)  |

### 9 Armia
- Naczelny dowódca: gen. płk Adolf Strauss

| 8 Korpus Armijny  | 161 Dywizja Piechoty |
| 8 Korpus Armijny  | 28 Dywizja Piechoty  |
| 8 Korpus Armijny  | 8 Dywizja Piechoty   |
| 20 Korpus Armijny | 256 Dywizja Piechoty |
| 20 Korpus Armijny | 162 Dywizja Piechoty |
| 42 Korpus Armijny | 129 Dywizja Piechoty |
| 42 Korpus Armijny | 102 Dywizja Piechoty |
| 42 Korpus Armijny | 87 Dywizja Piechoty  |

### 4 Armia
- Naczelny dowódca: feldmarszałek Günther von Kluge

| 7 Korpus Armijny  | 258 Dywizja Piechoty |
| 7 Korpus Armijny  | 23 Dywizja Piechoty  |
| 7 Korpus Armijny  | 7 Dywizja Piechoty   |
| 7 Korpus Armijny  | 268 Dywizja Piechoty |
| 12 Korpus Armijny | 17 Dywizja Piechoty  |
| 12 Korpus Armijny | 78 Dywizja Piechoty  |
| 9 Korpus Armijny  | 263 Dywizja Piechoty |
| 9 Korpus Armijny  | 137 Dywizja Piechoty |
| 9 Korpus Armijny  | 292 Dywizja Piechoty |
| 43 Korpus Armijny | 252 Dywizja Piechoty |
| 43 Korpus Armijny | 134 Dywizja Piechoty |
| 43 Korpus Armijny | 131 Dywizja Piechoty |

### 2 Grupa Pancerna
- Naczelny dowódca: gen. płk Heinz Guderian

| 46 Zmotoryzowany Korpus Armijny | Pułk Piechoty „Großdeutschland”   |                                                                             |
| 46 Zmotoryzowany Korpus Armijny | 10 Dywizja Pancerna               | 182 czołgi (45x P II, 105x P III, 20x P IV, 12x wozów dowodzenia)           |
| 46 Zmotoryzowany Korpus Armijny | 2 Dywizja Pancerna SS Das Reich   |                                                                             |
| 47 Zmotoryzowany Korpus Armijny | 29 Zmotoryzowana Dywizja Piechoty |                                                                             |
| 47 Zmotoryzowany Korpus Armijny | 167 Dywizja Piechoty              |                                                                             |
| 47 Zmotoryzowany Korpus Armijny | 17 Dywizja Pancerna               | 202 czołgów (12x P I, 44x P II, 106x P III, 30x P IV, 10x wozów dowodzenia) |
| 47 Zmotoryzowany Korpus Armijny | 18 Dywizja Pancerna               | 218 czołgów (6x P I, 50x P II, 114x P III, 36x P IV, 12x wozów dowodzenia)  |
| 12? Korpus Armijny              | 31 Dywizja Piechoty               |                                                                             |
| 12? Korpus Armijny              | 45 Dywizja Piechoty               |                                                                             |
| 12? Korpus Armijny              | 34 Dywizja Piechoty               |                                                                             |
| 24 Zmotoryzowany Korpus Armijny | 10 Zmotoryzowana Dywizja Piechoty |                                                                             |
| 24 Zmotoryzowany Korpus Armijny | 3 Dywizja Pancerna                | 215 czołgów (58x P II, 110x P III, 32x P IV, 15x wozów dowodzenia)          |
| 24 Zmotoryzowany Korpus Armijny | 4 Dywizja Pancerna                | 177 czołgów (44x P II, 105x P III, 20x P IV, 8x wozów dowodzenia)           |
| 24 Zmotoryzowany Korpus Armijny | 1 Dywizja Kawalerii               |                                                                             |
| 24 Zmotoryzowany Korpus Armijny | 267 Dywizja Piechoty              |                                                                             |
| Rezerwa                         | 255 Dywizja Piechoty              |                                                                             |

### Rezerwa
| 53 Korpus Armijny   | 293 Dywizja Piechoty                  |
| 35 Dowództwo Wyższe | 52 Dywizja Piechoty                   |
| 35 Dowództwo Wyższe | 197 Dywizja Piechoty                  |
| 35 Dowództwo Wyższe | 15 Dywizja Piechoty                   |
| 35 Dowództwo Wyższe | 112 Dywizja Piechoty                  |
| 42 Korpus Armijny   | 110 Dywizja Piechoty                  |
| 42 Korpus Armijny   | 106 Dywizja Piechoty                  |
| 42 Korpus Armijny   | 900 Zmotoryzowana Brygada Szkoleniowa |

### Dowództwo 102 Okręgu Armii „Tył”
- Dowódca: gen. piechoty Max von Schenckendorff

| 403 Dywizja Ochrony |
| 221 Dywizja Ochrony |
| 286 Dywizja Ochrony |

## Grupa Armii „Południe”
- Naczelny dowódca: feldmarszałek Gerd von Rundstedt
- Szef Sztabu Generalnego: gen. piechoty Georg von Sodenstern
- Pierwszy Oficer Sztabu Generalnego: ppłk i. G. August Winter
- Jurysdykcja: Ukraina, Południowe tereny ZSRR, Kaukaz

### 1 Grupa Pancerna
- Naczelny dowódca: gen. płk Ewald von Kleist

| XIV Zmotoryzowany Korpus Armijny | 5 Dywizja Pancerna SS Wiking                        |                                                                          |
| XIV Zmotoryzowany Korpus Armijny | 16 Dywizja Pancerna                                 | 146 czołgów (45x P II, 71x P III, 20x P IV, 10x wozów dowodzenia)        |
| XIV Zmotoryzowany Korpus Armijny | 9 Dywizja Pancerna                                  | 143 czołgi (8x P I, 32x P II, 71x P III, 20x P IV, 12x wozów dowodzenia) |
| 3 Zmotoryzowany Korpus Armijny   | 14 Dywizja Pancerna                                 | 147 czołgów (45x P II, 71x P III, 20x P IV, 11x wozów dowodzenia)        |
| 3 Zmotoryzowany Korpus Armijny   | 298 Dywizja Piechoty                                |                                                                          |
| 3 Zmotoryzowany Korpus Armijny   | 44 Dywizja Piechoty                                 |                                                                          |
| 29 Korpus Armijny                | 299 Dywizja Piechoty                                |                                                                          |
| 29 Korpus Armijny                | 111 Dywizja Piechoty                                |                                                                          |
| 48 Zmotoryzowany Korpus Armijny  | 11 Dywizja Pancerna                                 | 143 czołgi (44x P II, 71x P III, 20x P IV, 8x wozów dowodzenia)          |
| 48 Zmotoryzowany Korpus Armijny  | 75 Dywizja Piechoty                                 |                                                                          |
| 48 Zmotoryzowany Korpus Armijny  | 57 Dywizja Piechoty                                 |                                                                          |
| Rezerwa                          | 16 Zmotoryzowana Dywizja Piechoty                   |                                                                          |
| Rezerwa                          | 25 Zmotoryzowana Dywizja Piechoty                   |                                                                          |
| Rezerwa                          | 13 Dywizja Pancerna                                 | 147 czołgów (45x P II, 71x P III, 20x P IV, 13x wozów dowodzenia)        |
| Rezerwa                          | 1 Dywizja Pancerna SS Leibstandarte SS Adolf Hitler |                                                                          |

### 6 Armia
- Naczelny dowódca: feldmarszałek Walter von Reichenau

| 17 Korpus Armijny | 56 Dywizja Piechoty  |
| 17 Korpus Armijny | 62 Dywizja Piechoty  |
| 44 Korpus Armijny | 297 Dywizja Piechoty |
| 44 Korpus Armijny | 9 Dywizja Piechoty   |
| Rezerwa           | 55 Korpus Armijny    |
| Rezerwa           | 168 Dywizja Piechoty |

### 17 Armia
- Naczelny dowódca: gen. piechoty Carl-Heinrich von Stülpnagel

| 4 Korpus Armijny  | 262 Dywizja Piechoty |
| 4 Korpus Armijny  | 24 Dywizja Piechoty  |
| 4 Korpus Armijny  | 295 Dywizja Piechoty |
| 4 Korpus Armijny  | 296 Dywizja Piechoty |
| 4 Korpus Armijny  | 71 Dywizja Piechoty  |
| 49 Korpus Górski  | 1 Dywizja Górska     |
| 49 Korpus Górski  | 68 Dywizja Piechoty  |
| 49 Korpus Górski  | 257 Dywizja Piechoty |
| 52 Korpus Armijny | 101 Dywizja Lekka    |
| Rezerwa           | 100 Dywizja Lekka    |
| Rezerwa           | 97 Dywizja Lekka     |

### 11 Armia
- Naczelny dowódca: gen. płk Eugen von Schobert

| Armia rumuńska         | 72 Dywizja Piechoty          |
| Rumuński Korpus Górski | 4 Rumuńska Brygada Górska    |
| Rumuński Korpus Górski | 1 Rumuńska Brygada Górska    |
| Rumuński Korpus Górski | 2 Rumuńska Brygada Górska    |
| Rumuński Korpus Górski | 8 Rumuńska Brygada Kawalerii |
| Rumuński Korpus Górski | 7 Rumuńska Dywizja Piechoty  |
| 11 Korpus Armijny      | 239 Dywizja Piechoty         |
| 11 Korpus Armijny      | 76 Dywizja Piechoty          |
| 11 Korpus Armijny      | 6 Rumuńska Dywizja Piechoty  |
| 11 Korpus Armijny      | 8 Rumuńska Dywizja Piechoty  |
| 11 Korpus Armijny      | 6 Rumuńska Brygada Kawalerii |
| 30 Korpus Armijny      | 5 Rumuńska Brygada Kawalerii |
| 30 Korpus Armijny      | 14 Rumuńska Dywizja Piechoty |
| 30 Korpus Armijny      | 198 Dywizja Piechoty         |
| 54 Korpus Armijny      | 170 Dywizja Piechoty         |
| 54 Korpus Armijny      | 50 Dywizja Piechoty          |
| Rezerwa                | Rumuński Korpus Kawalerii    |
| Rezerwa                | 22 Dywizja Piechoty          |

### Rezerwa
| 34 Dowództwo Wyższe | 4 Dywizja Górska     |
| 34 Dowództwo Wyższe | 125 Dywizja Piechoty |
| 34 Dowództwo Wyższe | 113 Dywizja Piechoty |
| 34 Dowództwo Wyższe | 132 Dywizja Piechoty |
| 51 Korpus Armijny   | 79 Dywizja Piechoty  |
| 51 Korpus Armijny   | 95 Dywizja Piechoty  |
| 99 Dywizja Lekka    |                      |

### Dowództwo 103 Okręgu Armii „Tył”
- Naczelny dowódca: gen. por. Karl von Roques

| 213 Dywizja Ochrony |
| 444 Dywizja Ochrony |
| 454 Dywizja Ochrony |

### Pozostałe rezerwy
| 2 Wyższe Dowództwo Armii          |
| 40 Zmotoryzowany Korpus Armijny   |
| 60 Zmotoryzowana Dywizja Piechoty |
| 46 Dywizja Piechoty               |
| 93 Dywizja Piechoty               |
| 96 Dywizja Piechoty               |
| 98 Dywizja Piechoty               |
| 260 Dywizja Piechoty              |
| 94 Dywizja Piechoty               |
| 183 Dywizja Piechoty              |
| 73 Dywizja Piechoty               |
| 294 Dywizja Piechoty              |
| 2 Dywizja Pancerna                |
| 5 Dywizja Pancerna                |

## Luftwaffe

### 1 Flota Powietrzna Luftwaffe
- Naczelny dowódca: gen. płk Alfred Keller
- Szef Sztabu Generalnego: gen. mjr Heinz-Hellmuth von Wühlisch
- Jurysdykcja: Wraz z Grupą Armii „Północ”
- Liczba maszyn: 592 samoloty, z tego 453 samoloty operacyjne

|                              | Fernaufklärerstaffel 2                                                                      | 22 samoloty (22x Dornier Do 215)                                   |
| Wettererkundungsstaffel 1    | 7 samolotów (2x Heinkel He 111 H, 2x Junkers Ju 88 A, 2x Dornier Do 17 Z, 1x Junkers Ju 52) |                                                                    |
| 106 Grupa Bojowa             |                                                                                             |                                                                    |
| Dowództwo Lotnictwa „Bałtyk” | Aufklärungsfliegergruppe 125                                                                | 27 samolotów (9x Heinkel He 60, 9x Heinkel He 114, 9x Arado Ar 95) |
| Dowództwo Lotnictwa „Bałtyk” | Küstenfliegergruppe 806                                                                     | 30 samolotów (30x Junkers Ju 88 A)                                 |
| Dowództwo Lotnictwa „Bałtyk” | 9 Eskadra Morska                                                                            |                                                                    |
| 1 Korpus Powietrzny          | Fernaufklärungsgruppe 122                                                                   | 12 samolotów (9x Junkers Ju 88 A, 3x Messerschmitt Bf 110)         |
| 1 Korpus Powietrzny          | Kampfgeschwader 1                                                                           | 60 samolotów (59x Junkers Ju 88 A, 1x Heinkel He 111 H)            |
| 1 Korpus Powietrzny          | Kampfgeschwader 76                                                                          | 90 samolotów (90x Junkers Ju 88 A)                                 |
| 1 Korpus Powietrzny          | Kampfgeschwader 77                                                                          | 91 samolotów (91x Junkers Ju 88 A)                                 |
| 1 Korpus Powietrzny          | Jagdgeschwader 54, Jagdgeschwader 53                                                        | 159 samolotów (159x Messerschmitt Bf 109 F)                        |

### 2 Flota Powietrzna Luftwaffe
- Naczelny dowódca: feldmarszałek Albert Kesselring
- Szef Sztabu Generalnego: płk i.G. Hans Seidemann
- Jurysdykcja: Wraz z Grupą Armii „Środek”
- Liczba maszyn: 1367 samolotów, z tego 994 samoloty operacyjne

| Podlegały bezpośrednio 2 Flocie Powietrznej Luftwaffe | Fernaufklärungsgruppe 122                                                                                         | 15 samolotów (8x Junkers Ju 88 A, 3x Messerschmitt Bf 110, 2x Messerschmitt Bf 109)                                               |
| Podlegały bezpośrednio 2 Flocie Powietrznej Luftwaffe | Wettererkundungsstaffel 26                                                                                        | 12 samolotów (5x Messerschmitt Bf 110, 3x Heinkel He 111 H, 4x Dornier Do 17 Z)                                                   |
| Podlegały bezpośrednio 2 Flocie Powietrznej Luftwaffe | Jagdgeschwader 53                                                                                                 | 79 samolotów (79x Messerschmitt Bf 109 F)                                                                                         |
| 8 Korpus Powietrzny                                   | Fernaufklärungsgruppe 11                                                                                          | 12 samolotów (12x Dornier Do 17 P)                                                                                                |
| 8 Korpus Powietrzny                                   | Kampfgeschwader 2                                                                                                 | 87 samolotów (87x Dornier Do 17 Z)                                                                                                |
| 8 Korpus Powietrzny                                   | Sturzkampfgeschwader 1                                                                                            | 87 samolotów (81x Junkers Ju 87 B, 6x Messerschmitt Bf 110)                                                                       |
| 8 Korpus Powietrzny                                   | Sturzkampfgeschwader 2, Lehrgeschwader 2                                                                          | 143 samoloty (38x Junkers Ju 87 B, 39x Junkers Ju 87 R, 6x Messerschmitt Bf 110, 38x Messerschmitt Bf 109 E, 22x Henschel Hs 123) |
| 8 Korpus Powietrzny                                   | Zerstörergeschwader 26                                                                                            | 76 samolotów (76x Messerschmitt Bf 110 C/E)                                                                                       |
| 8 Korpus Powietrzny                                   | Jagdgeschwader 27, Jagdgeschwader 52                                                                              | 123 samoloty (84x Messerschmitt Bf 109 E, 39x Messerschmitt Bf 109 F)                                                             |
| 2 Korpus Powietrzny                                   | Fernaufklärungsgruppe 122                                                                                         | 10 samolotów (7x Junkers Ju 88 A, 3x Messerschmitt Bf 110)                                                                        |
| 2 Korpus Powietrzny                                   | 102 Grupa Bojowa                                                                                                  | |
| 2 Korpus Powietrzny                                   | Schnellkampfgeschwader 210                                                                                        | 92 samoloty (92x Messerschmitt Bf 110)                                                                                            |
| 2 Korpus Powietrzny                                   | Kampfgeschwader 3                                                                                                 | 127 samolotów (81x Junkers Ju 88 A, 46x Dornier Do 17 Z)                                                                          |
| 2 Korpus Powietrzny                                   | Kampfgeschwader 53                                                                                                | 86 samolotów (84x Heinkel He 111 H, 2x Heinkel He 111 P)                                                                          |
| 2 Korpus Powietrzny                                   | Sturzkampfgeschwader 77                                                                                           | 123 samoloty (115x Junkers Ju 87 B, 8x Messerschmitt Bf 110)                                                                      |
| 2 Korpus Powietrzny                                   | Jagdgeschwader 51                                                                                                 | 120 samolotów (120x Messerschmitt Bf 109 F)                                                                                       |
| 1 Korpus Przeciwlotniczy                              | 101 Pułk Przeciwlotniczy (12 Pułk Przeciwlotniczy, 22 Pułk Przeciwlotniczy oraz 77 Lekki Oddział Przeciwlotniczy) | |
| 1 Korpus Przeciwlotniczy                              | 104 Pułk Przeciwlotniczy (11 Pułk Przeciwlotniczy oraz 91 Lekki Oddział Przeciwlotniczy)                          | |

### 4 Flota Powietrzna Luftwaffe
- Naczelny dowódca: gen. płk Alexander Löhr
- Szef Sztabu Generalnego: gen. mjr Günther Korten
- Jurysdykcja: Wraz z Grupą Armii „Południe”
- Liczba maszyn: 887 samolotów, z tego 694 samoloty operacyjne

| Podlegały bezpośrednio 4 Flocie Powietrznej Luftwaffe | Fernaufklärungsgruppe 122 | 11 samolotów (8x Junkers Ju 88, 3x Messerschmitt Bf 110)                        |
| Podlegały bezpośrednio 4 Flocie Powietrznej Luftwaffe | Wettererkundungsstaffel 76 | 14 samolotów (6x Heinkel He 111 H, 5x Junkers Ju 88 A, 3x Messerschmitt Bf 110) |
| Podlegały bezpośrednio 4 Flocie Powietrznej Luftwaffe | 104 Grupa Bojowa |                                                                                 |
| 5 Korpus Powietrzny                                   | Fernaufklärungsgruppe 121 | 9 samolotów (9x Junkers Ju 88 A)                                                |
| 5 Korpus Powietrzny                                   | Kampfgeschwader 55 | 92 samoloty (92x Junkers Ju 88 A)                                               |
| 5 Korpus Powietrzny                                   | Kampfgeschwader 54 | 71 samolotów (71x Junkers Ju 88 A)                                              |
| 5 Korpus Powietrzny                                   | Kampfgeschwader 51 | 84 samoloty (82x Heinkel He 111 H, 2x Messerschmitt Bf 110)                     |
| 5 Korpus Powietrzny                                   | Jagdgeschwader 3 | 109 samolotów (109x Messerschmitt Bf 109 F)                                     |
| 6 Korpus Powietrzny                                   | Fernaufklärungsgruppe 121 | 13 samolotów (10x Junkers Ju 88 A, 3x Messerschmitt Bf 110)                     |
| 6 Korpus Powietrzny                                   | Kampfgeschwader 27, Kampfgeschwader 4                                                                                                  | 111 samolotów (111x Heinkel He 111 H)                                           |
| 6 Korpus Powietrzny                                   | Jagdgeschwader 77, Lehrgeschwader 2 | 111 samolotów (111x Messerschmitt Bf 109 E)                                     |
| Niemiecka Misja Luftwaffe w Rumunii                   | Jagdgeschwader 52 | 47 samolotów (47x Messerschmitt Bf 109 F)                                       |
| 2 Korpus Przeciwlotniczy                              | 6 Pułk Przeciwlotniczy, 7 Pułk Przeciwlotniczy, 26 Pułk Przeciwlotniczy, 24 Pułk Przeciwlotniczy oraz 93 Lekki Oddział Przeciwlotniczy |                                                                                 |
| 2 Korpus Przeciwlotniczy                              | 1 Dywizja Pancerno-Spadochronowa Hermann Göring, 43 Pułk Przeciwlotniczy, oraz 74, 83 i 84 Lekkie Oddziały Przeciwlotnicze             |                                                                                 |